# Lučani
Lučani (izvirno srbsko Лучани) je naselje v Srbiji, ki je središče istoimenske občine; slednja pa je del Moraviškega upravnega okraja.

## Demografija
V naselju živi 3416 polnoletnih prebivalcev, pri čemer je njihova povprečna starost 38,3 let (37,8 pri moških in 38,7 pri ženskah). Naselje ima 1474 gospodinjstev, pri čemer je povprečno število članov na gospodinjstvo 2,92.
To naselje je, glede na rezultate popisa iz leta 2002, večinoma srbsko, a v času zadnjih 3 popisov je opazen porast števila prebivalcev.
|  |

| Demografija | Demografija     | Demografija     |
| Leto        | Št. prebivalcev | Št. prebivalcev |
| ----------- | --------------- | --------------- |
|             |                 |                 |
|             |                 |                 |
|             |                 |                 |
|             |                 |                 |
| 1948        | 455             |                 |
| 1953        | 1256            |                 |
| 1961        | 1505            |                 |
| 1971        | 2653            |                 |
| 1981        | 3310            |                 |
| 1991        | 4130            | 4117            |
| 2002        | 4363            | 4309            |
|             |                 |                 |

| Etnična sestava po popisu iz leta 2002 | Etnična sestava po popisu iz leta 2002 | Etnična sestava po popisu iz leta 2002 | Etnična sestava po popisu iz leta 2002 | Etnična sestava po popisu iz leta 2002 |
| -------------------------------------- | -------------------------------------- | -------------------------------------- | -------------------------------------- | -------------------------------------- |
| Srbi                                   | Srbi                                   |                                        | 4.223                                  | 98,00%                                 |
| Črnogorci                              | Črnogorci                              |                                        | 34                                     | 0,78%                                  |
| Jugoslovani                            | Jugoslovani                            |                                        | 6                                      | 0,13%                                  |
| Hrvati                                 | Hrvati                                 |                                        | 5                                      | 0,11%                                  |
| Makedonci                              | Makedonci                              |                                        | 3                                      | 0,06%                                  |
| Madžari                                | Madžari                                |                                        | 2                                      | 0,04%                                  |
| Slovaki                                | Slovaki                                |                                        | 1                                      | 0,02%                                  |
| Neznano                                | Neznano                                |                                        | 27                                     | 0,62%                                  |